# Java Development Kit
A Java Development Kit (röviden: JDK) a Sun Microsystems egyik Java fejlesztőknek szánt terméke. A Java nyelv elterjedése óta messze ez az egyik legnépszerűbb SDK (fejlesztőeszköz). 2006. november 17-én a Sun bejelentette, hogy megnyitja a JDK forráskódját, és GNU General Public License (GPL) alatt adja ki a szoftvert. Ez nagyrészt csak 2007. május 8-án történt meg az OpenJDK kiadásával.

## A JDK tartalma
A JDK elsősorban programozási eszközök széles skáláját tartalmazza:
- appletviewer – Appletek böngésző nélküli megtekintésére és debuggolására használható eszköz
- apt – Annotációkat feldolgozó eszköz
- extcheck – segédprogram, mely JAR fájl konfliktusokat tud felderíteni
- idlj – IDL–to–Java fordító. Ez a segédprogram java kódot generál egy adott IDL fájl alapján
- jabswitch - Java elérési híd. Segítő technológiák használata a Microsoft Windows rendszereken.
- java – java programok futtatásához szükséges interpreter, értelmezi a javac fordító által generált class fájlokat
- javac – java fordítóprogram, ami a forrásból létrehozza a bájtkódot
- javadoc – dokumentáció készítésére alkalmas eszköz, mely a forráskódban elhelyezett kommenteket értelmezi
- jar – archiváló eszköz: a megadott class fájlokból egyetlen JAR fájlt generál
- javafxpackager – eszköz a JavaFX alkalmazások csomagolása és aláírásához
- jarsigner – JAR fájlok aláírására használatos
- javah – C header és stub generátor, natív metódusok írásához
- javap – class fájl disassembler
- javaws – Java Web Start indításhoz, JNLP–s alkalmazásokhoz
- JConsole – Java monitorozó és menedzsment konzol
- jdb – Debugger (hibakereső)
- jhat – Java heap analízist végző eszköz (kísérleti)
- jinfo – segédprogram, konfigurációs információkat ad a futó Java processről v. crash dumpokról (kísérleti)
- jmap – segédprogram, egy adott folyamatnak v. core dumpnak a shared object memory és heap memória térképét adja meg (kísérleti)
- jmc – Java Mission Control
- jps – Java virtuális gép folyamat státusz eszköze, amely kilistázza a instrumented HotSpot Java virtuális gépeket a cél rendszeren. (kísérleti)
- jrunscript – Java parancssori script futtató környezet
- jstack – Java szálak stack trace–eit írja megjelenítő segédeszköz (kísérleti)
- jstat – Java virtuális gép statisztikáit monitorozó eszköz (kísérleti)
- jstatd – jstat deamon (kísérleti)
- keytool – jks aláírások generálásáért, raktározásáért felelős eszköz
- pack200 – JAR tömörítő eszköz
- policytool – policy készítő és menedzsmenteszköz, amely képes meghatározni a Java futtató környezetre vonatkozó policyt, meghatározza továbbá, hogy mely engedélyek érhetők el különböző forrásokból származó kódokra
- VisualVM – vizuális eszköz, amely számos parancssori eszközt és pehelysúlyú teljesítmény és memória profiling képességekkel felruházott eszközt integrál magába a JDK eszközök közül
- wsimport – hordozható JAX-WS csonkokat generál web szolgáltatása híváshoz
- xjc – Java API for XML Binding (JAXB) API része. XML sémát fogad és Java class-okat generál.

A kísérleti eszközök elképzelhető, hogy nem lesznek elérhetők a JDK jövőbeli verzióiban.

## Egyéb JDK-k
Léteznek más JDK-k is, amelyek megvalósítják az alap Java specifikációkat különböző platformokra. Néhányuk a SUN JDK forrásából indulnak és némelyek nem. Gyakran eltérnek egymásól némely nem specifikált területen, mint pl. a szemétgyűjtés, fordítási stratégia és optimalizációs technikák. Ezek a következők:
- OpenJDK / IcedTea
- GNU-féle fordító: GCJ (a GNU Compiler for Java)
- IBM J9 JDK, a következő operációs rendszerekre portolva: AIX, Linux, Windows, MVS, OS/400, Pocket PC, z/OS
- Oracle-féle JRockit JDK a következő operációs rendszerekre elérhető: Windows, Linux és Solaris
- RedHat IcedTea, OpenJDK amelyben már helyettesítve van a üzleti classpath nyílt forráskódúval
- Aicas JamaicaVM

Nem folytatott vagy tovább nem menedzselt:
- Apache Harmony
- Blackdown Java – Sun-féle JDK portolva Linux-ra
- Apple-féle Mac OS Runtime for Java JVM/JDK klasszikus Mac OS-re